# Flashforward
Flashforward (1999) (titlu original Flashforward) este un roman science fiction al scriitorului canadian Robert J. Sawyer. El a stat la baza serialului de televiziune din 2009 Amintiri din viitor.

## Intriga
Acțiunea se petrece în anul 2009. La CERN se efectuează un experiment în Marele Accelerator de Hadroni pentru a se obține bosonul Higgs. Însă experimentul provoacă un alt rezultat decât cel așteptat: pentru aproape două minute, întreaga omenire își pierde cunoștința, transportându-se într-un viitor situat peste douăzeci și unu de ani. Fiecare experiență individuală este percepută prin intermediul eu-lui viitor.
În planul prezentului însă, această pierdere a cunoștinței se materializează în nenumărate morți în accidente provocate de căderi, mașini, avioane și alte dispozitive care necesitau controlul uman la data experimentului. În mod ciudat, niciun dispozitiv de înregistrare din lume nu perceput nimic pe durata celor două minute: înregistrările corespunzătoare acelei perioade sunt goale. Acest lucru pare a veni în sprijinul "efectului observatorului" din teoria cuantică. Absența conștiinței întregii rase umane a trimis "realitatea" într-o stare de nedeterminare. Odată cu revenirea conștiinței, realitatea a colapsat în cea mai probabilă configurație, adică obiectele în mișcare au mers mai departe în direcția spre care se îndreptau.
Nici pentru membrii CERN-ului experimentul nu rămâne fără urmări. Logodnica unuia dintre cei doi conducători ai experimentului, Lloyd Simcoe, își pierde fata de opt ani într-un accident, în timp ce celălalt conducător, Theo Procopides, află că va fi ucis în viitor, dar fără a ști de către cine. În timp ce el începe să facă o anchetă legată de moartea sa viitoare, pe baza viziunilor avute despre el de alte persoane, logodnica lui Lloyd - Michiko - începe să adune laolaltă toate viziunile din lume în cadrul proiectului Mozaic, încercând să creeze o imagine de ansamblu a modului în care va arăta omenirea viitorului.
În cele din urmă se dovedește că acest flashforward a fost provocat de suprapunerea experimentului de la CERN peste un bombardament cu neutrini veniți dinspre rămășițele supernovei 1987A. În încercarea de a recrea condițiile experimentului, omenirea trimite o sondă dincolo de Pluton care să avertizeze în timp util despre sosirea unui nou puls de neutrini. Acest lucru se petrece exact peste douăzeci și unu de ani, în ziua în care fusese transportată inițial conștiința omenirii. Theo reușește să împiedice un atentat menit să distrugă acceleratorul și, astfel, se află la un pas de moartea prezisă cu douăzeci și unu de ani în urmă.
Experimentul are loc, însă omenirea este dezamăgită. Cu excepția faptului că toți oamenii și-au pierdut cunoștința timp de o oră, aproape nimeni nu a avut nicio viziune a viitorului. Lloyd este printre puținii privilegiați care au ajunge la miliarde de ani în viitor, când Soarele deja s-a stins, iar galaxiile Calea Lactee și Andromeda s-au ciocnit. El află astfel că nemurirea va fi accesibilă câtorva privilegiați, chiar dacă nu sub forma trupului omenesc.

## Probleme filozofice și științifice aduse în discuție
Romanul discută despre liberul arbitru și determinarea, Interpretarea Copenhagen, Interpretarea Tranzacțională și Punctul Omega, ultimul fiind pus într-un context creștin. Papa Benedict al XVI-lea (care nu era papă la data scrierii romanului, dar este papă în roman) ridică problema dacă acest Flashforward este un miracol sau nu.

## Ecranizare
Serialul de televiziune Amintiri din viitor (FlashForward) inspirat din roman a fost difuzat de ABC între 24 septembrie 2009 și 27 mai 2010. Spre deosebire de roman, personajele nu sunt din lumea științifică, ci includ doi agenți FBI, pe nume Mark Benford (Joseph Fiennes) și Demetri Noh (John Cho), precum și o echipă FBI care investighează evenimentul. Perioada pierderii cunoștinței a fost modificată de la sub două minute la două minute și șaptesprezece secunde, iar timpul viitor în care se ajunge se situează peste șase luni, nu peste douăzeci și unu de ani. Timpul curge normal pe durata evenimentului, iar camerele de securitate prin imagini ale oamenilor inconștienți pe întreaga perioadă. Apare și un personaj pe nume Lloyd Simcoe, dar acesta amintește doar parțial de cel din roman.
Acțiunea principală nu se mai desfășoară în Geneva, Elveția (în jurul CERN-ului), ci în Statele Unite, mai ales în Los Angeles, California. Flashforward-ul este descris în film ca un atac terorist, nu rezultatul unor circumstanțe nebănuite.